# Aspropaxillus giganteus
Aspropaxillus giganteus, antes Leucopaxillus giganteus, conocido comúnmente como leucopax gigante (antes clitocybe gigante) o embudo gigante, es una especie sapróbica de hongo del orden Agaricales. Como indica su nombre común, el cuerpo fructífero, o seta, puede llegar a ser bastante grande: el sombrero alcanza diámetros de hasta 50 cm (20 pulgadas). El sombrero es de color blanco o crema pálido, y cuando madura tiene forma de embudo, con las branquias a lo largo del tallo. Esta especie, considerada por algunos como una opción comestible cuando es joven, tiene una distribución cosmopolita y suele encontrarse creciendo en grupos o anillos en pastos herbáceos, setos de carretera o claros de bosques. Se ha demostrado que contiene un compuesto bioactivo con propiedades antibióticas.

## Taxonomía
La especie fue descrita por primera vez como Agaricus giganteus por el naturalista inglés James Sowerby en 1809, quien la ilustró en su libro Coloured Figures of English Fungi. Otros sinónimos históricos incluyen Clitocybe gigantea (Quélet, 1872), Paxillus giganteus (Fries, 1874), y Omphalia geotropa var. gigantea (Quélet, 1886). En 1934, Robert Kühner y Réné Maire crearon el género Aspropaxillus para contener especies de Leucopaxillus con esporas lisas, y establecieron L. giganteus como su especie tipo. El micólogo estadounidense Rolf Singer lo transfirió al género Leucopaxillus en 1938, pero reconoció el valor de mantener una distinción de las especies con esporas lisas, y así hizo de L. giganteus la especie tipo de la sección Aspropaxilli.
En 2012, Vizzini et al. demostraron que Leucopaxillus, en su definición actual, era polifilético. Y Leucopaxillus giganteus, que no pertenecía a Aspropaxillus s.s., volvió al género Aspropaxillus.
Aspropaxillus giganteus se conoce comúnmente como «leucopax gigante» (antes como «clitocybe gigante») o «embudo gigante».

## Descripción

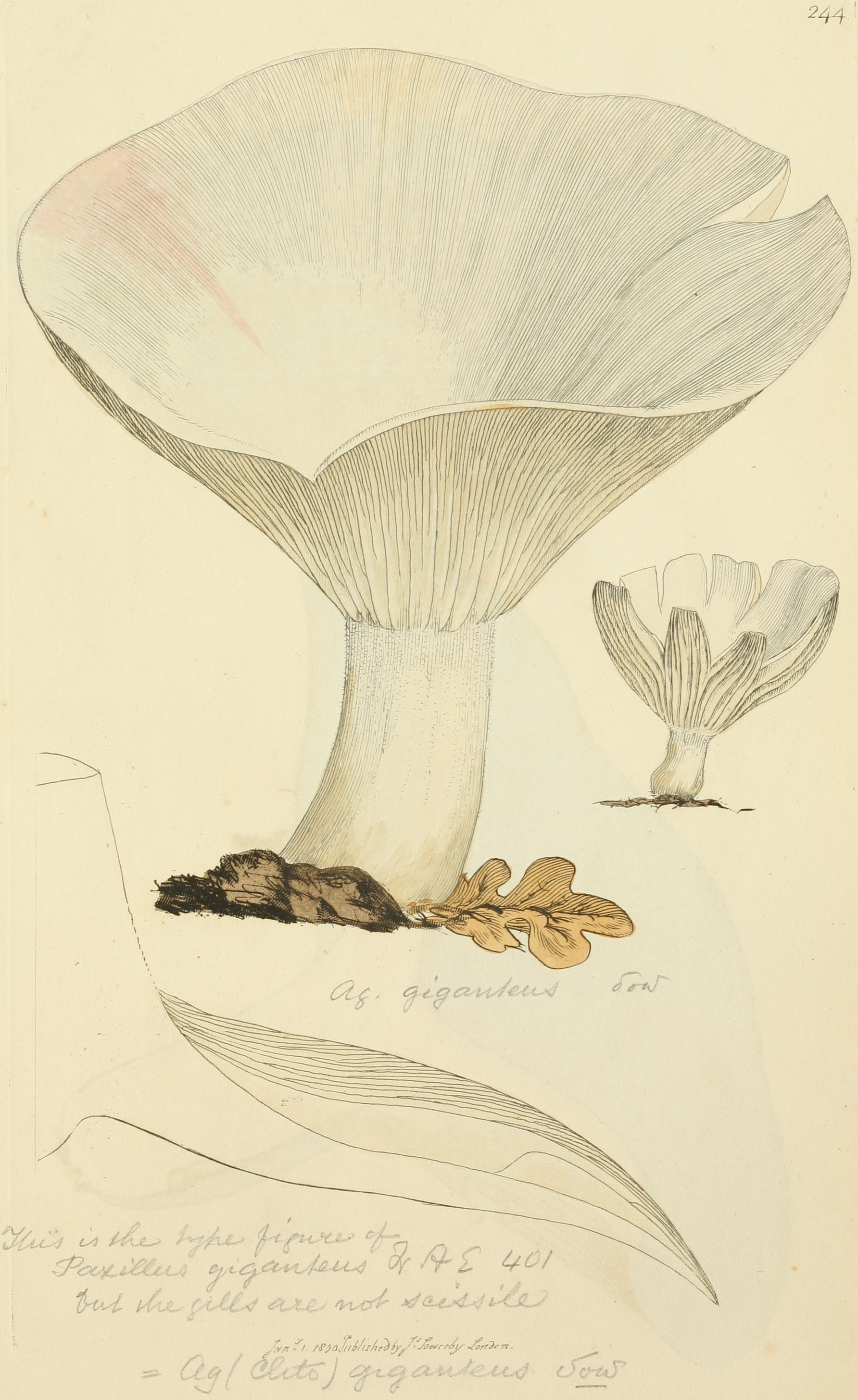
Ilustración de la figura tipo de A. giganteus (originalmente Agaricus giganteus) (1803)

El sombrero de A. giganteus puede llegar a ser bastante grande, oscilando entre 10-50 cm (3.9-19.7 in), raramente incluso 70 cm (28 in) de diámetro con un grosor de 1 a 1.4 cm (0.4 a 0.6 in) a la mitad del radio. Los especímenes más jóvenes tienen el sombrero convexo, con un margen enrollado hacia abajo, pero a medida que los hongos maduran el sombrero se aplana y finalmente adquiere una forma poco profunda de embudo. El sombrero es liso y de color blanco cremoso, pero puede presentar manchas marrones y grietas circulares con la edad.
Las agallas, de color crema, son estrechas, están muy juntas y tienen una inserción decurrente a lo largo del tallo. El tallo es blanquecino con fibras de color marrón rojizo y tiene unas dimensiones, cuando está maduro, de 3 a 10 cm (1,2 a 3,9 pulgadas) de alto y de 2 a 5 cm (0,8 a 2,0 pulgadas) de grosor. No hay anillo en el tallo. En la base del tallo suele haber un micelio blanco y denso que puede formar una alfombra. La pulpa es firme y también blanca. Los ejemplares maduros son frágiles y difíciles de arrancar del suelo sin romperlos.

### Características microscópicas
Cuando se observan en depósito, como con una impresión de esporas, éstas aparecen blancas. Cuando se observan con un microscopio óptico, las esporas son de ovoides a elipsoides, translúcidas (hialinas), tienen una superficie lisa y poseen un ápice y una base ampliamente redondeados; las dimensiones de las esporas son de 6-8 por 3,5-5 μm. Las esporas de A. giganteus son amiloides, lo que significa que absorben yodo cuando se tiñen con reactivo de Melzer; sin embargo, la extensión de la tinción puede ser variable. Las células que contienen las esporas, los basidios, miden 25-40 por 4,5-8 μm, tienen forma de garrote estrecho y están unidas a 2 o 4 esporas. Las hifas de esta especie tienen invariablemente conexiones en pinza.

### Especies similares
Aspropaxillus giganteus se parece un poco a Aspropaxillus candidus, pero esta última especie tiene una coloración más oscura y se encuentra más comúnmente en regiones montañosas. Aspropaxillus septentrionalis también es grande y se parece a A. giganteus en algunos puntos de su desarrollo, pero puede distinguirse por su olor nauseabundo, el color tostado del sombrero y las branquias adnatas (branquias unidas directamente al tallo) o ligeramente anexas (estrechamente unidas). A. candidus tiende a ser más pequeño, con un diámetro del sombrero que oscila entre 6 y 30 cm (2,4 y 11,8 pulgadas) de ancho. Leucopaxillus albissimus, Leucopaxillus gentianeus, Lactifluus vellereus, e Infundibulicybe gibba se han sugerido como otras especies parecidas. Los ejemplares jóvenes de A. giganteus pueden confundirse con Lepista irina, Clitocybe praemagna o C. robusta. Las especies de Lactarius blanco y Russula también pueden parecer similares superficialmente, pero tienen carne quebradiza que se rompe limpiamente, a diferencia de la carne fibrosa de A. giganteus.

## Hábitat y distribución

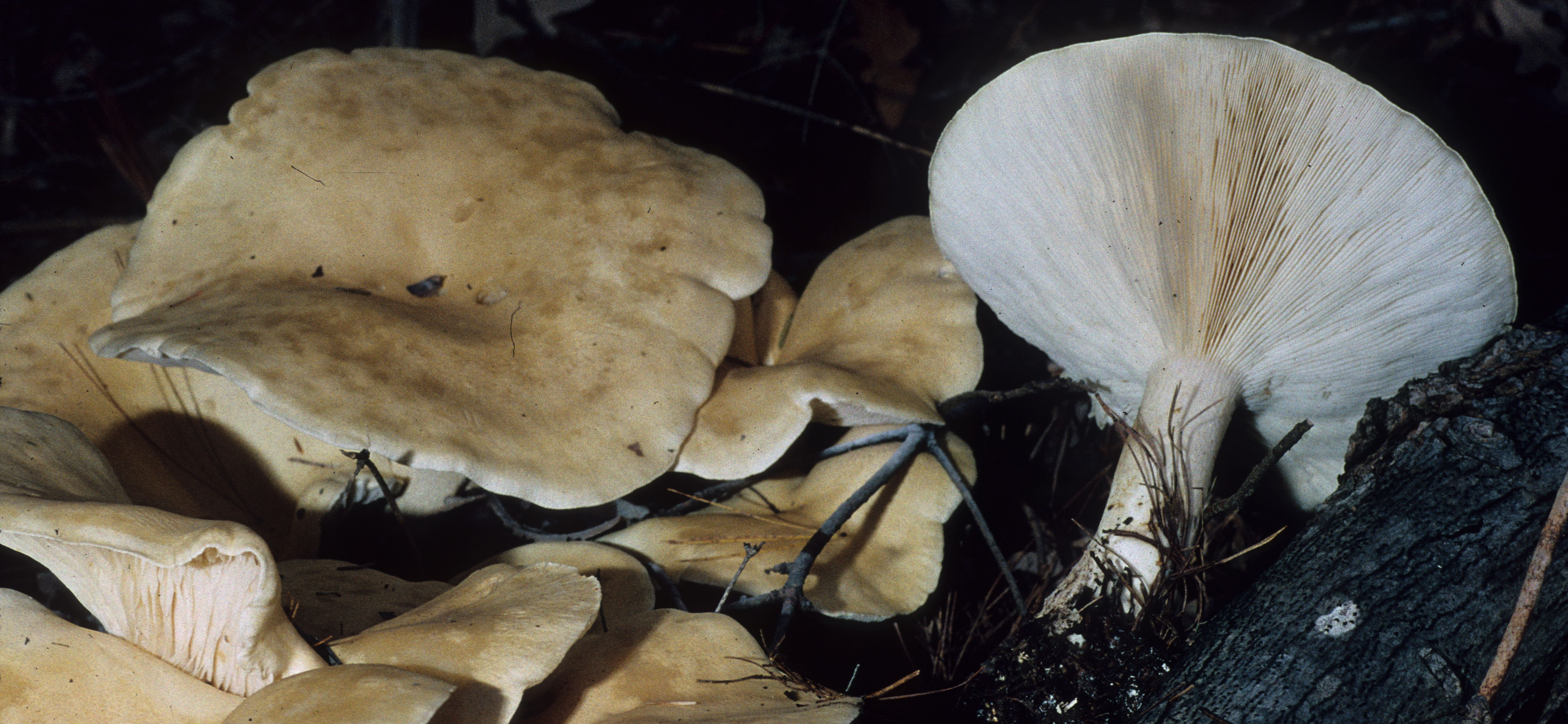
Estos ejemplares maduros presentan manchas marrones en el sombrero.

Aspropaxillus giganteus puede formar anillos de hadas en zonas herbosas como los pastos, y también se encuentra en los bordes de las carreteras; produce cuerpos fructíferos en verano y otoño. Es una especie sapróbica, por lo que obtiene nutrientes mediante la descomposición de materia orgánica.
El hongo tiene una distribución cosmopolita, y se da en toda la zona templada del hemisferio norte. Se encuentra en Norteamérica, Gran Bretaña y Europa. David Arora informa de que en Norteamérica es más común en el noroeste del Pacífico y en las Montañas Rocosas.

## Usos

### Comestibilidad
La especie no es venenosa, pero se dice que tiene poco sabor. Aunque una fuente afirma que es un «comestible selecto cuando es joven», otra fuente advierte de la posibilidad de calambres estomacales y diarrea. Burrows sugiere preparar los especímenes cortándolos en trozos, hirviéndolos y desechando el agua; luego se pueden utilizar en platos como guisos y estofados. Debido a su gran tamaño, un espécimen puede ser suficiente para ser consumido por varios individuos. Se ha dicho que el olor es farináceo o similar a la harina de pescado; el sabor y el olor del hongo también se han caracterizado alternativamente como «suave y agradable» o «verdaderamente repugnante». La especie también es un alimento favorito para las especies del género de mosca de la fruta Drosophila.

### Compuestos bioactivos
Aspropaxillus giganteus contiene un compuesto bioactivo llamado clitocina que tiene actividad antibiótica contra varias bacterias patógenas para el ser humano, como Bacillus cereus y Bacillus subtilis; un estudio anterior (1945) mostró actividad antibiótica contra Mycobacterium tuberculosis, Salmonella typhi y Brucea abortus. También se ha demostrado que la clitocina promueve la apoptosis (muerte celular) en células humanas de cáncer de cuello de útero in vitro (HeLa). Se ha demostrado que el micelio de A. giganteus, cuando crece en cultivo líquido, produce fenoles y flavonoides que tienen actividad antioxidante.